# 243 이다와 다크틸의 지질학적 특징 목록
이 문서는 소행성 243 이다와 그 위성 다크틸의 지질학적 특징들의 목록을 다루고 있다.

## 이다

### 리지오
지질학적으로 갈라진 리지오(Regio)들의 이름은 소행성 발견자와 그들의 근무 장소에서 이름을 따 왔다.
| 구역          | 어원              |
| ------------- | ----------------- |
| 팔리사 리지오 | 요한 팔리사       |
| 폴라 리지오   | 크로아티아의 풀라 |
| 비엔나 리지오 | 빈                |

### 도르숨
이다에 존재하는 유일한 능선 타운센드 도르숨은 갈릴레오 호 연구원이었던 팀 타운센드의 이름을 따 왔다.

### 충돌구
이다의 충돌구들은 유명한 동굴들의 이름을 따 왔다.
| 충돌구       | 어원                                  |
| ------------ | ------------------------------------- |
| 아폰         | 압하스의 뉴 아토스 동굴               |
| 아테아       | 파푸아뉴기니의 아테아 동굴            |
| 아주라       | 이탈리아의 푸른 동굴                  |
| 빌레못       | 대한민국의 빌레못동굴                 |
| 카스텔라나   | 이탈리아의 카스텔라나 동굴            |
| 쵸우코우티엔 | 중국의 저우커우뎬                     |
| 핑갈         | 영국 스코틀랜드의 핑갈의 동굴         |
| 카치너       | 미국의 카치너 동굴                    |
| 카주무라     | 미국 하와이주의 카주무라 동굴         |
| 라스코       | 프랑스의 라스코 동굴                  |
| 레추길라     | 미국의 레추길라 동굴                  |
| 매머드       | 미국의 매머드 동굴                    |
| 만장         | 대한민국의 만장굴                     |
| 오르낙       | 프랑스의 오르냑 동굴                  |
| 파디락       | 프랑스의 파디락 동굴                  |
| 피콕         | 미국의 공작 동굴                      |
| 포스토이나   | 슬로베니아의 포스토니아 동굴          |
| 스터크폰테인 | 남아프리카 공화국의 스터크폰테인 동굴 |
| 스티프       | 이탈리아의 스티프 동굴                |
| 운다라       | 오스트레일리아의 운다라 동굴          |
| 비엔토       | 스페인의 비엔토 동굴                  |

## 다크틸
다크틸의 충돌구들은 신화상의 다크틸로이들에서 이름을 따 왔다.
| 충돌구 | 어원   |
| ------ | ------ |
| 아크몬 | 아크몬 |
| 셀미스 | 셀미스 |